# 圣雅克塔

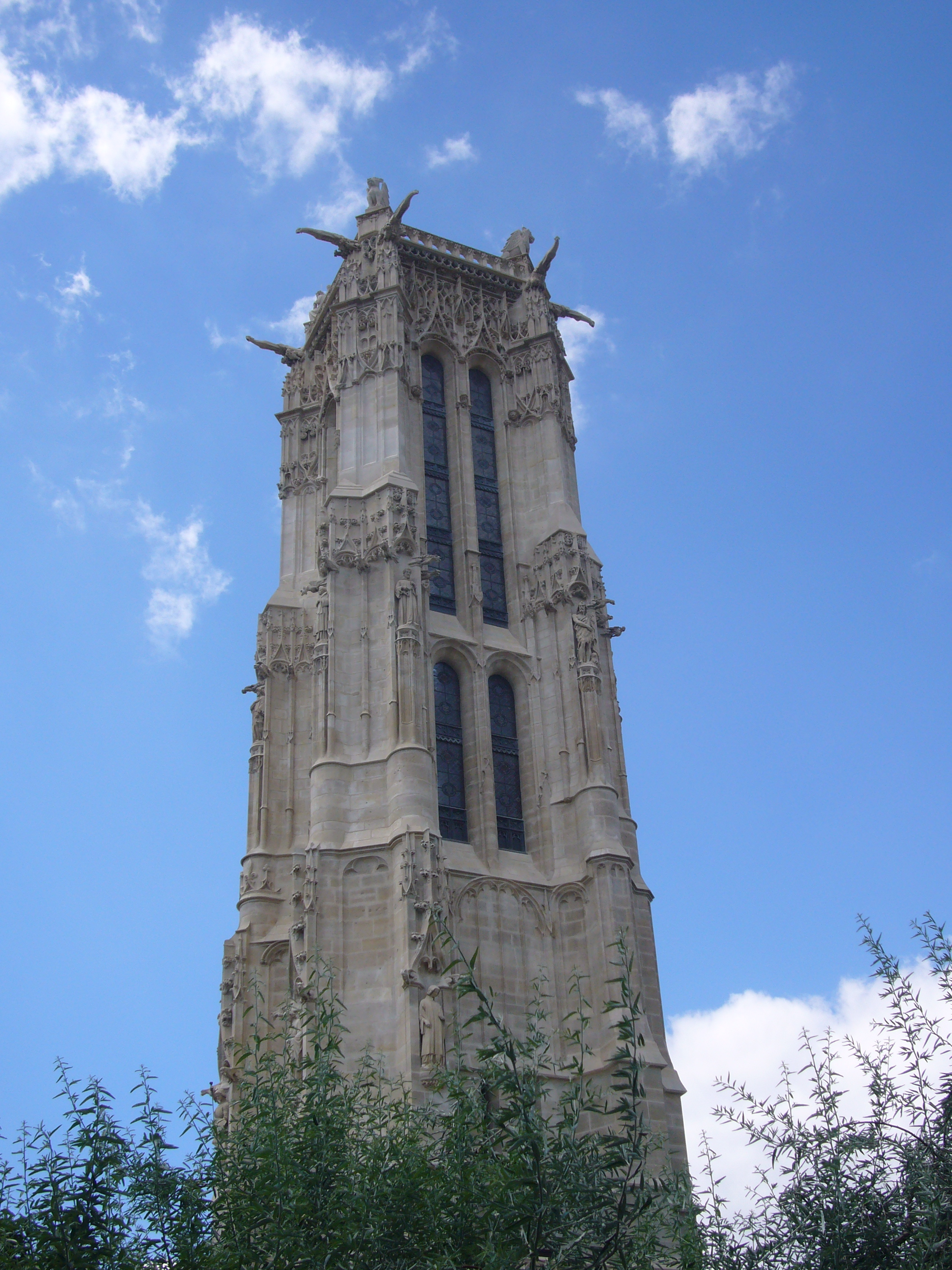
圣雅各伯塔

圣雅克塔或圣雅各伯塔（法語：Tour Saint-Jacques）是法国巴黎第四区的一座哥特式塔楼，高54米，是昔日圣雅各伯屠宰场教堂（L'église Saint-Jacques-la-Boucherie）仅存的遗迹。

## 圣雅各伯之路的起点
圣雅各伯塔丰富的装饰反映了这座教堂教友——附近Les Halles市场从事批发的屠夫们的财富。负责工程的石匠是让·德·费兰（Jean de Felin）、朱利安·梅纳尔（Julien Ménart）和让·德·勒维耶（Jean de Revier）。它修建于1509年到1523年，国王弗朗索瓦一世统治时期。这座古老的教堂供奉圣雅各伯，其标志性塔楼欢迎那些在此踏上前往目的地西班牙西北部圣地亚哥-德孔波斯特拉朝圣的的香客们。教堂内保存有这位圣徒的一件遗物。1998年，圣雅各伯塔被联合国教科文组织列为世界遗产法国圣雅各伯朝圣之路的一部分。

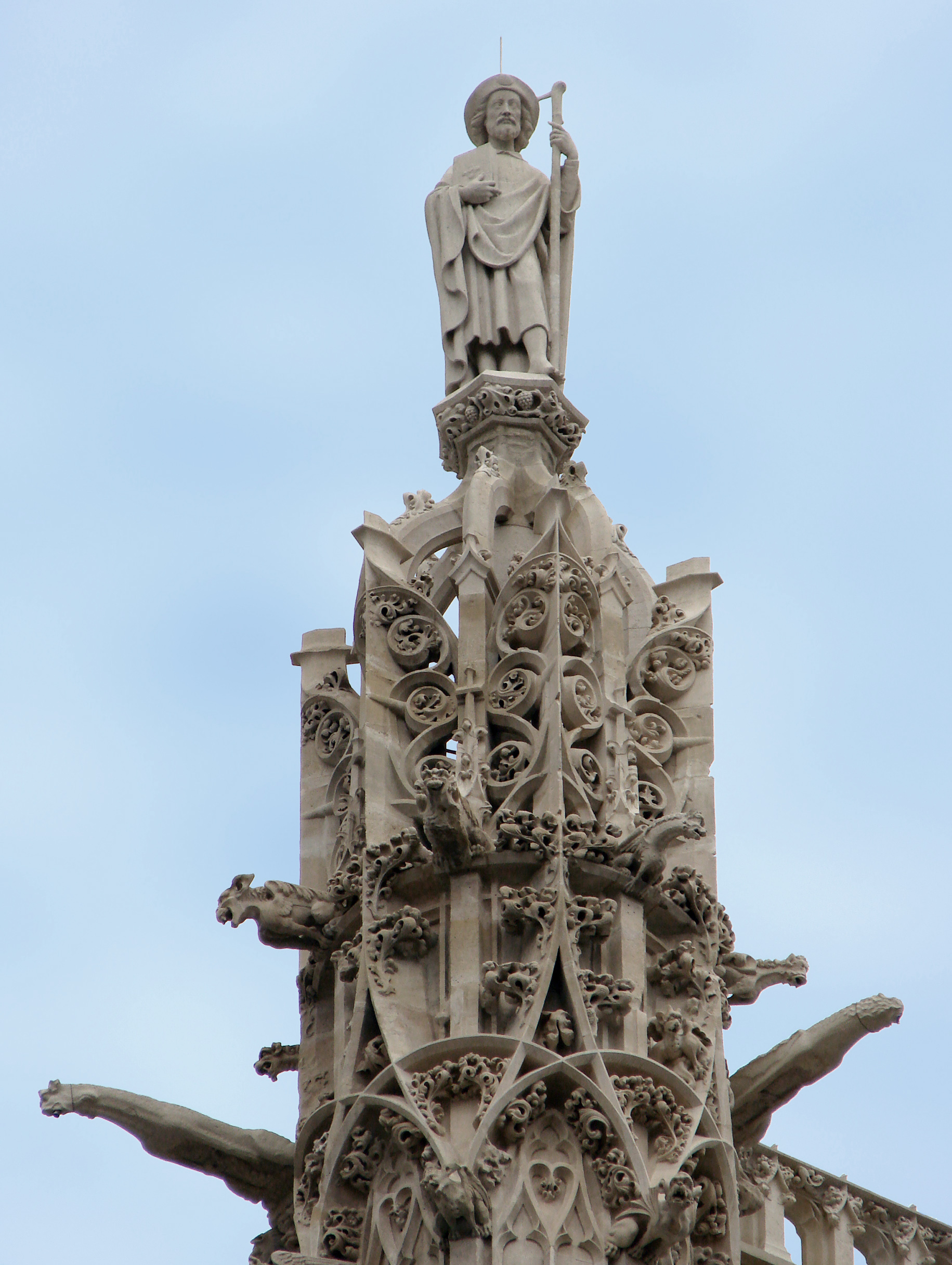
雕塑

## 19世纪
1797年，除了这座塔之外的整座教堂被拆除，保留这座塔是购买教堂的合同中注明的条件，而购买该教堂仅仅是为了它的建筑材料的价值。1824年，它被用作枪塔。1836年被巴黎市买下，1862年列为历史古迹。在19世纪，在塔顶上安装了一尊圣徒雕像。
法兰西第二帝国时期，建筑师泰奥多·巴吕恢复该塔，为其设置了基座，周围又设计一个小公园。恰好附近兴建里沃利街和维多利亚大街，拆出大片空地，以保证里窝利路的线型平顺通畅。底座使得塔保持了原来的高度：今天，地面高度的变化能够通过塔东北面的St-Bon街得到证实，那里设有台阶通往保持原来高度的玻璃街（rue de la Verrerie）。
在塔基有一尊布莱兹·帕斯卡雕像，纪念他进行的气压实验，不过对于那次实验是在这里进行还是在另一座圣雅各伯教堂（Saint-Jacques-du-Haut-Pas）教堂进行，尚有争议。塔顶还设有气象实验室。
这座塔楼启发大仲马，在1856年创作了剧本《圣雅克屠宰场塔》（La tour Saint-Jacques-la-boucherie）。
这座教堂的赞助人尼古拉·弗拉梅尔，安葬在其地下。

## 修复
这座塔被棚架和塑料板遮盖数年之久。调查者的研究结果显示，大部分石头和装饰仍是中世纪后期初建时的原物，不是19世纪所增建的。不幸的是，调查还显示，严重的打击。2008年3月，上面四分之三的塑料板被取走，显露出修复后的塔的上部。从2008年10月至2009年2月，棚架和薄膜完全清除，周围公园的绿化也得到恢复。2009年4月18日，公园重新对公众开放。